# Nay (Mancha)
Nay é uma comuna francesa na região administrativa da Normandia, no departamento Mancha. Estende-se por uma área de 2,52 km². Em 2010 a comuna tinha 71 habitantes (densidade: 28,2 hab./km²).